# ミズアオイ科
ミズアオイ科（ミズアオイか、Pontederiaceae）は単子葉植物の科で、水草、9属33種ほどからなる。世界の熱帯から一部温帯に分布する。日本にはミズアオイとコナギが自生するが、最も有名なのは南米原産のホテイアオイ（ホテイソウ）で、世界の熱帯・亜熱帯の河川・湖沼に広く野生化し、問題となっている。

## 性質

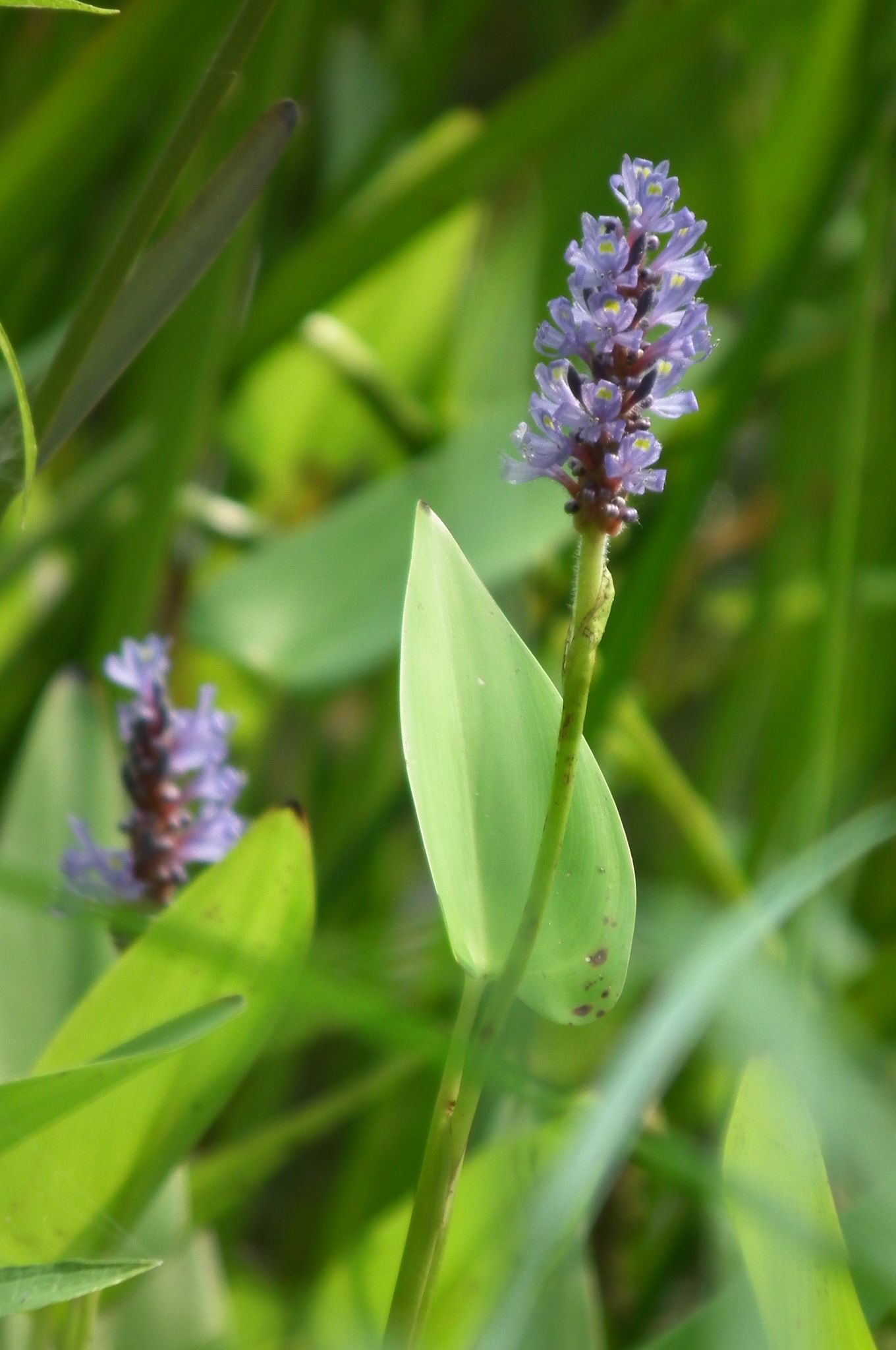
ナガバミズアオイ

葉は葉柄（ホテイアオイなどでは膨らんで空気を含み水に浮く）があり、葉身は平行脈で幅広い。花は両性だが異型花柱性（雄蕊と雌蕊の長さが花ごとに異なり自花受粉を防ぐ）のものが多い。左右相称で穂状または円錐花序につく。花被片は6枚、青または黄色に色づき目立つものが多く、1日でしぼむ。子房上位、果実は蒴果で多数の種子を含み3裂する。
APG植物分類体系ではツユクサ目に分類されているが、新エングラー体系およびクロンキスト体系では、ユリ目に属していた。

## 利用
ホテイアオイ、ナガバミズアオイなどはスイレン鉢等での園芸用に用いられる。
ミズアオイ、コナギは水田雑草として知られるが、古くは「水葱」として食用にした。古くは万葉集や大日本古文書、宇治拾遺、催馬楽にも記述があり、古代においては栽培されていた。
ヘテランテラ ゾステリフォリア、 ゾステレラ デュビア、 ヒドロトリックス ガードネリー、 エイクホルニア アズレア、 エイクホルニア ディバーシフォリアなどはアクアリウムに用いられる。

## 属
9属が知られてきたが、ポンテデリア属とアメリカコナギ属の2属しかないとする説もある。
- Pontederia ポンテデリア属 - ナガバミズアオイ
- Eichhornia ホテイアオイ属 - ホテイアオイ エイクホルニア アズレア エイクホルニア ディバーシフォリア ポンテデリア属に含める説もある
- Monochoria ミズアオイ属 - ミズアオイ、コナギ ポンテデリア属に含める説もある
- Reussia レウスシア ロトンディフォリア ポンテデリア属に含める説もある

- Heteranthera アメリカコナギ属 - アメリカコナギ ヘテランテラ ゾステリフォリア ヒメホテイアオイ
- Eurystemon アメリカコナギ属に含める説もある
- Hydrothrix  ヒドロトリックス ガードネリー アメリカコナギ属に含める説もある[6]
- Scholleropsis アメリカコナギ属に含める説もある[6]
- Zosterella ゾステレラ デュビア アメリカコナギ属に含める説もある